# Paul Chocque
Paul Mare Chocque (ur. 14 lipca 1910 w Meudon, zm. 4 września 1949 w Paryżu) – francuski kolarz torowy, szosowy i przełajowy, srebrny medalista olimpijski.

## Kariera
Największy sukces w karierze osiągnął w 1932 roku, kiedy Francuzi w składzie: Amédée Fournier, René Le Grevès, Henri Mouillefarine i Paul Chocque zdobyli srebrny medal w drużynowym wyścigu na dochodzenie podczas igrzysk olimpijskich w Los Angeles. W wyścigu finałowym ekipa francuska wyraźnie uległa reprezentacji Włoch. Był to jedyny medal wywalczony przez Chocque’a na międzynarodowej imprezie tej rangi. Na tych samych igrzyskach wystartował również w konkurencjach szosowych, indywidualnie zajmując dziesiąte miejsce, a wraz z kolegami z reprezentacji był piąty. Ponadto zwyciężył między innymi w wyścigach Bordeaux-Paryż i Critérium International w 1936 roku oraz Circuit de Paris w 1933 roku. W 1937 roku wystartował w Tour de France i po dwóch zwycięstwach etapowych rywalizację ukończył na dziesiątej pozycji w klasyfikacji generalnej. W latach 1936 i 1938 zdobywał złoty medal na mistrzostwach Francji w kolarstwie przełajowym. Nigdy nie zdobył medalu na szosowych ani torowych mistrzostwach świata.